# Новый театр (Запорожье)
Новый театр — частный театр в городе Запорожье, основаный в 2012 году.

## История театра
Новый Театр был создан 25 февраля 2012 г. бывшим директором муниципального театра «VIE» В. Лебедевым и дебютировал спектаклем «Тринадцатый апостол» (по мотивам ранней лирики Владимира Маяковского).
Премьера состоялась в день 125-летия известного украинского режиссёра-новатора Леся Курбаса и имела успех.
Судьба недаром связала Новый театр с именем Леся Курбаса. Получив академическое образование в Европе, Курбас приехал на Украину с целью создать живой, поэтический театр в новой художественной манере.
Как раз по театральной системе Курбаса защитила свой диплом режиссёра-магистра университете им. Карпенко-Карого художественный руководитель Нового Театра Светлана Лебедева.
Владислав Лебедев, директор Нового театра:
Наш театр и его творческий процесс предусматривает выход за грань - изменение, трансформацию, движение вверх, способ одухотворения. В своей основе он может синтезировать три направления: психологический, игровой, поэтический, интеллектуальный и мистический театр.
Театр дарит уникальную возможность достичь душевной гармонии, в нем сохраняется волшебство и первозданная радость, которой так не хватает в нашей повседневной жизни. Наш театр - это творческая лаборатория, созданная специально для Человека. Наш театр  – это разговор о Человеке, со всеми его удивительными способностями, которые мы хотим продемонстрировать зрителю, чтобы попытаться разбудить его от привычного бытового сна. Наш театр – это и разговор о взаимоотношении человека с  Всевышним.

## Манифест Нового Театра
Новый Театр — это храм искусства, научная лаборатория по исследованию человеческих душ, нравственная, духовная кафедра общества. А ещё Новый Театр — это Праздник. Мы видим в театре способ и путь духовного развития человека. Театр — синтез всех существующих возможностей самосовершенствования человека и развитие его трех ипостасей: тела, души и духа. Современный театр постепенно освобождается от опыта пребывания в единой традиции, он должен обогатиться новыми знаниями, новой эстетикой. Язык театра должен стать богаче и разнообразнее. Сегодня театр в своих лучших примерах стремится к синтезу новых веяний искусства в интеллектуальной прозе, философии, поэзии, заимствует в своей внутренней работе огромный духовный опыт Востока. Театр сегодня может опираться не только на существующие системы знаний признанных театральных мастеров: К. Станиславского и М. Чехова, В. Мейерхольда и Л. Курбаса, Е. Гротовского и А. Васильева, но и на древние духовные знания и практики Востока и христианства.
Новый Театр — это разговор о Человеке со всеми её удивительными способностями, которые актёры пытаются продемонстрировать зрителю, чтобы разбудить его от привычного бытового сна.

## Театр сегодня
Располагается по адресу: улица Сергея Синенко 14, Запорожье, Запорожская область, 69041.
Ныне коллектив театра состоит из профессиональных актёров, а постановки театра не раз получали награды, премии и призы на многих театральных фестивалях. В постановках нередко принимают участие молодые выпускники Запорожского национального университета. В 2013 году Новый театр стал лауреатом международного театрального фестиваля «Театр. Чехов. Ялта» со спектаклем «МЕДЕЯ» по пьесе Людмилы Розумовской.
В октябре 2015 г. состоялась премьера патриотической саунд-вижн-драмы «Город Z: Хранители», в которой впервые в театральном искусстве Украины произведена попытка проанализировать трагические события 2014—2015 годов. В 2016 году спектакль «Город Z: Хранители» был представлен в конкурсной программе первого всеукраинского театрального фестиваля патриотического театра «Миротворец» в городе Днепре.

## Репертуар театра
1. Тринадцатый апостол (поэтическая драма; инсценировка по ранней лирики В. В. Маяковского)
2. Последний герой (комедия в жанре абсурда, по пьесе Славомира Мрожека)
3. Варшавская мелодия (по пьесе Л. Зорина)
4. От Давида и Эдуарда с любовью (по пьесе Лионеля Гольдштейна)
5. Психея и Арлекин (поэтическая саунд-вижн-драма; история Любви Марины Цветаевой и Константина Радзевича)
6. Молли Суини. Драма (по пьесе Брайана Фрила)
7. С наступающим! (по пьесе Радиона Овчинникова)
8. Такие свободные бабочки (по пьесе Л. Герша)
9. Медея (по пьесе Л. Разумовской)
10. Ретро вдвоем (по пьесе Алексея Арбузова «Старомодная комедия»)
11. Влюбленный Пьеро (романтическая история по пьесе «Солнышко внутри» Евгения Тыщука)
12. Укрощение строптивой (по пьесе Уильяма Шекспира)
13. Фрекен Жюли (по пьесе Августа Стриндберга)
14. Город Z: Хранители (патриотическая саунд-вижн-драма по пьесе Владислава Лебедева)
15. Наплевать мне на ваш миллион! (музыкальная комедия; по пьесе В. Мухарьямова «Спасибо, Марго»)
16. Ромео и Джульетта (по пьесе Уильяма Шекспира)
17. Дикарь. Испанские страсти (драматическая история по пьесе Алехандро Кассона)
18. Ёлки на 8-м этаже или Пой, а то убью… (новогодняя комедия по пьесе Николая Михайлова)
19. Собака на сене (Драматическая комедия по пьесе Лопе де Вега)
20. Что скрывают французы (комедия по пьесе Жан-Жака Брикера и Мориса Ласега)
21. Обручение (рождественская фантасмагория, философская сага по пьесе Мориса Метерлинка)
22. Шалый или Все невпопад, комедия положения по пьесе Жан Батиста Мольера
23.Тустеп на фоне чемоданов, по пьесе Ричарда Баэра
24. Джентльмен под столом, (сюрреалистическая музыкальная комедия по пьесе «Зима под столом» Роланда Топора)
25. Любофф, (ексцентрическая комедия по пьесе Luv Мюрея Шизгала)
26. Ревнивая к себе самой (романтическая комедия по пьесе Тирсо де Молина)
27. Шуты Господни (конвульсивная комедия по рассказам А.Куприна)
28. Барабаны в ночи (трагикомическое кабаре по пьесе Бертольта Брехта)